# Weksylologia
Weksylologia (z łac. vexillum „sztandar, chorągiew”) – dyscyplina pomocnicza historii. Zajmuje się chorągwiami jako rzeczywistymi i symbolicznymi znakami wojskowymi, państwowymi, terytorialnymi, organizacji i grup społecznych czy wyznaniowych.
Weksylologia jest dyscypliną stosunkowo młodą, która nie wyodrębniła się jeszcze w samodzielną naukę historyczną. Wciąż pozostaje w silnym związku metodologicznym z heraldyką, z której się wywodzi i razem z którą tradycyjnie jest omawiana.
Rodowód chorągwi sięga czasów antycznych, jednak najpełniejsze i największe znaczenie chorągwie zyskały w okresie średniowiecza. Wtedy podporządkowano zasady tworzenia chorągwi i im podobnych znaków regułom heraldycznym – były one pierwotnym miejscem umieszczania znaków symbolicznych o charakterze godeł heraldycznych. Związek heraldyki i chorągwi trwał przez stulecia i nie ustał praktycznie nigdy, choć od XVIII–XIX wieku stał się nieco luźniejszy. Stąd właśnie wynikają powiązania metodologiczne i źródłowe heraldyki i weksylologii jako dyscyplin naukowych.
Weksylolodzy z większości państw świata są członkami FIAV (Fédération internationale des associations vexillologiques). Co dwa lata członkowie FIAV gromadzą się na Międzynarodowym Kongresie Weksylologicznym (ostatni kongres odbył się w 2017 roku w Londynie).

## Podstawowe wzory i motywy na flagach

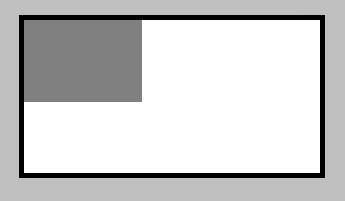
kanton
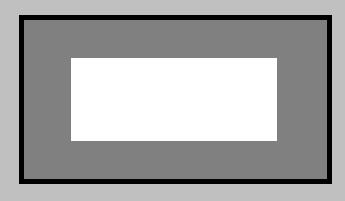
obramowanie
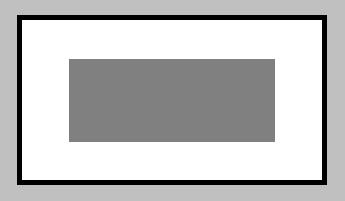
Panel
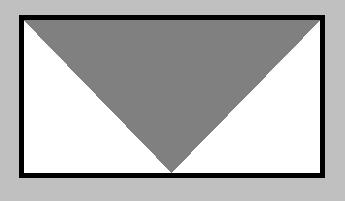
Klin
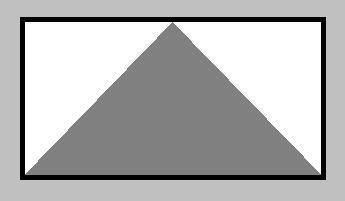
Klin odwrócony
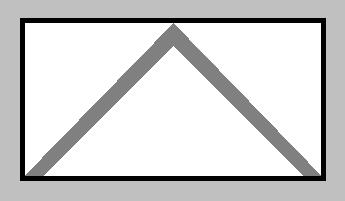
krokiew
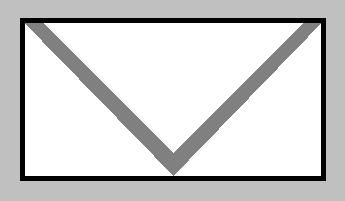
krokiew odwrócona
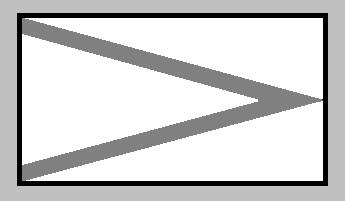
krokiew leżąca
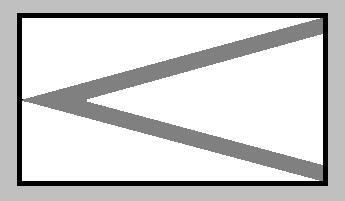
krokiew leżąca odwrócona
Krzyż
Krzyż grecki
Krzyż skandynawski
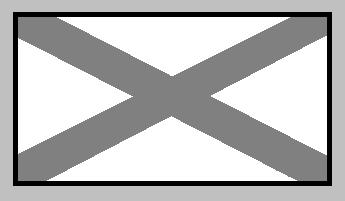
Krzyż skośny
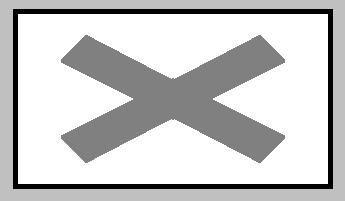
Krzyż skośny luzem
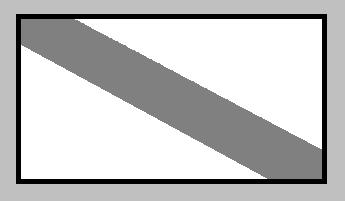
pas skośny
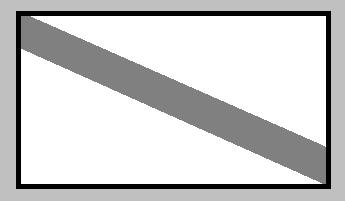
pas skośny opuszczony
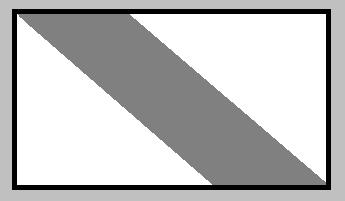
pas skośny podniesiony
pierścień
krąg
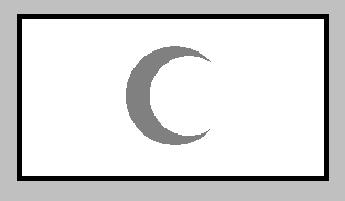
półksiężyc
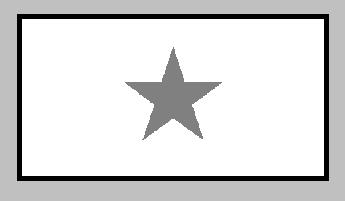
gwiazda
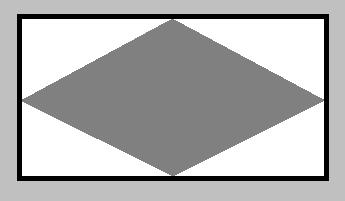
romb
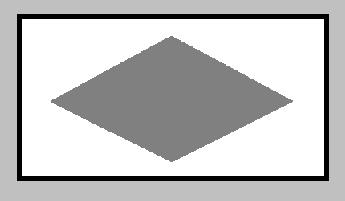
romb luzem
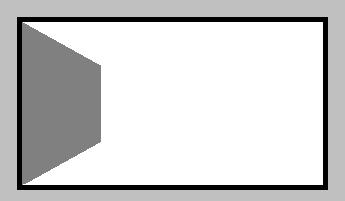
trapez
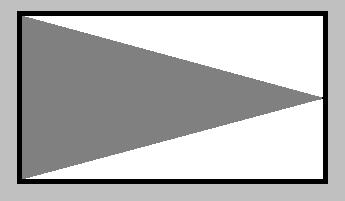
trójkąt
trójkąt czeski
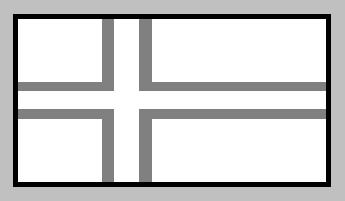
Przykładowe obrzeżenie
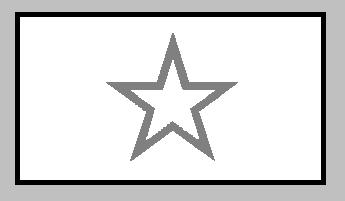
Przykładowe obrzeżenie

- Krzyże
  - łaciński 
  - lotaryński 
  - Południa
  - maltański 
  - swastyka
- ćwiartki
- ząbki
- budynek
- fleur-de-lis
- klucz
- mapa
- roślina
- skała
- narzędzie
- łódka
- triskelion
- flaga kaligrafowana
- flaga dwukolorowa
  - wertykalna
  - horyzontalna (np. Flaga Polski)
- flaga trójkolorowa
  - wertykalna
  - horyzontalna
- flaga pełna
- flaga w fladze
- pasy
- flaga heraldyczna